# Марьяновка (Крыжопольский район)
Марья́новка (укр. Мар'янівка) — село на Украине, находится в Крыжопольском районе Винницкой области.
Код КОАТУУ — 0521981802. Население по переписи 2001 года составляет 186 человек. Почтовый индекс — 24614. Телефонный код — 4340.
Занимает площадь 0,99 км².

## Адрес местного совета
24614, Винницкая область, Крыжопольский р-н, с. Дахталия, ул. Ленина, 1